# Nacimiento (Cile)
Nacimiento è un comune del Cile della provincia di Biobío nella Regione del Bío Bío. Al censimento del 2002 possedeva una popolazione di 25.971 abitanti.

## Storia
Fu fondata nella seconda metà degli anni '50 del XVIII secolo dal governatore del Cile don Manuel Amat y Yunyent. 

## Società

### Evoluzione demografica
| Censimento del 1992 | Censimento del 2002 |
| 25.995 ab.          | 25.971 ab.          |